# 維爾諾皮爾利亞
49°2′4″N 37°7′32″E / 49.03444°N 37.12556°E
維爾諾皮爾利亞（烏克蘭語：Вірнопілля）是位於烏克蘭東部的村莊，由哈爾科夫州伊久姆區的奧斯基爾市鎮負責管轄。該村面積1.28平方公里，海拔高度139米，2001年人口775，人口密度每平方公里605.9人。